# Coccyzus lansbergi
Coccyzus lansbergi là một loài chim trong họ Cuculidae.